# ITIL V2
ITIL V2 is de tweede editie van de Information Technology Infrastructure Library (ITIL), een referentiekader voor het inrichten van de beheerprocessen binnen een ICT-organisatie. ITIL is geen methode of model, maar eerder een reeks van best practices (de beste praktijkoplossingen) en concepten. Het resultaat van procesimplementatie met behulp van ITIL is vergelijkbaar met de ISO 9000-regulering in de niet-ICT-branche, waarbij alle onderdelen van de organisatie zijn beschreven en in een bepaalde hiërarchie qua bevoegdheid/verantwoordelijkheid zijn gerangschikt.
Sinds het ontstaan van ITIL in de jaren tachtig is ITIL verschillende malen vernieuwd. Dit artikel beschrijft de kenmerken van ITIL V2. Deze versie werd in 2000 geïntroduceerd. 

## Opbouw
ITIL versie 2 heeft de ICT-beheerprocessen ingedeeld in een achttal delen:
1. Service Delivery. 
  1. Financial Management for IT Services (FMITS)
  2. Capacity Management
  3. Availability Management
  4. IT Service Continuity Management (ITSCM)
  5. Service Level Management
  6. Security Management
2. Service Support. 
  1. Change Management
  2. Release Management
  3. Problem Management
  4. Incident Management
  5. Configuration Management
  6. Service Desk
3. Planning to Implement Service Management.
4. Security Management. beveiliging
5. ICT Infrastructure Management. 
  1. Network service Management
  2. Operations Management
  3. Management of local processors
  4. Computer installation and acceptance
  5. Systems Management systeembeheer
6. The Business Perspective.
7. Application Management. Applicatiebeheer
8. Software Asset Management.

In Nederland zijn met name de service support en delivery sets populair.

## Certificering
ITIL v2 kende drie kwalificatieniveaus:
- ITIL Foundation (groen)
- ITIL Practitioner (blauw)
- ITIL Manager (rood)

Op Practitionerniveau waren de volgende certificeringen te behalen:
- Support and Restore
- Release and Control
- Agree and Define
- Plan and Improve

Certificering voor ITIL V2 was geldig tot 2009. In dat jaar kondigde de OGC officieel aan dat de ITIL Versie 2-certificering zou worden ingetrokken en startte een grootschalig overleg over hoe verder te gaan.